# Nünschweiler
Nünschweiler è un comune di 792 abitanti della Renania-Palatinato, in Germania.
Appartiene al circondario (Landkreis) del Palatinato sudoccidentale (targa PS) ed è parte della comunità amministrativa (Verbandsgemeinde) di Thaleischweiler-Wallhalben.